# 박나림
박나림( 본래 1974년 1월 23일 호랑이띠  음력 1973년 12월 소띠 ~ )은 대한민국의 아나운서이다. 1996년 MBC 공채 아나운서로 입사하였으며, 2004년 MBC에서 퇴사하고 프리랜서가 되었다.

## 학력
- 1989 ~ 1992 : 서문여자고등학교
- 1992 ~ 1996 : 중앙대학교 교육학 학사 (1992학번)
- 연세대학교 언론홍보대학원 석사
- 중앙대학교 언론학 박사

## 경력
- 1996년 문화방송 (MBC) 아나운서
- 2004년 프리랜서 선언
- 2007년 월드비전 홍보대사
- 2009년 성신여자대학교 미디어커뮤니케이션학과 강사
- 2009년 스마일재단 홍보대사
- 2010년 위 사랑 캠페인 홍보대사
- 2011년 한우리 독서지도사 홍보대사

## 가족 관계
- 조부 : 박세영 (독립운동가)

## 출연작

### 텔레비전 프로그램
- 《고향은 지금》 (1997년, MBC)
- 《우리말 나들이》 (1997년, MBC)
- 《MBC 뉴스데스크》 (1997년 ~ 1998년, MBC) - 주말 진행
- 《퀴즈 영화탐험》 (1999년, MBC)
- 《생방송 화제집중》 (2000년, MBC)
- 《꼭 한번 만나고 싶다》 (2003년, MBC)
- 《활력충전 36.5》 (2004년 MBC)
- 《공감 특별한 세상》 (2005년, MBC)
- 《상상플러스》 (2005년, KBS2)
- 《내 몸 사용설명서》 (2015년, TV조선)
- 《도전! 골든벨》(2001년, KBS2) (2001년 8월 3일 96회 출연)

### 라디오 프로그램
- 《EBS 책 읽는 라디오 낭독 시리즈》 (2015년, EBS FM)